# Narciso Sánchez Aparicio
Narciso Sánchez Aparicio   (Santa Clara, 27 de juliol de 1898 - Còrdova, 17 de gener de 1940) va ser un militar espanyol.

## Biografia
Va ser militar professional. Va prendre part en la Guerra del Marroc, durant la qual va ser fet presoner pels rifenys després del desastre d'Annual.
Després de l'esclat de la Guerra civil es va mantenir fidel a la República. Ostentant el rang de comandant, al juliol de 1936 el govern republicà li va encarregar l'organització de milícies. Va arribar a manar el 4t batalló de les MAOC, actuant en la zona d'operacions del centre. Va estar destinat en l'Estat Major del Cinquè Regiment, a les ordres de Vittorio Vidali. Més endavant va passar a estar al capdavant de la Direcció general de transports de l'Exèrcit. En la primavera de 1938 va assumir la prefectura d'Estat Major del XVII Cos d'Exèrcit. Posteriorment va passar a exercir com a cap d'Estat Major del XXIII Cos d'Exèrcit, càrrec en el qual es va mantenir fins al final de la contesa.
Va ser fet presoner pels franquistes, i fou jutjat i condemnat a penes de presó.